# تجمع هزعوت (المهرة)

تعديل مصدري - تعديل

تجمع هزعوت هو "تجمع بدوي" في  عزلة منعر بمديرية منعر التابعة لمحافظة المهرة، بلغ تعداد سكانها 57 نسمة حسب تعداد اليمن لعام 2004.